# Doğan Alemdar
Doğan Alemdar (Kocasinan, 29 ottobre 2002) è un calciatore turco, portiere del Rennes.

## Carriera

### Club
Cresciuto nel settore giovanile del Kayserispor, debutta in prima squadra il 19 dicembre 2019, in occasione dell'incontro di Coppa di Turchia pareggiato 3-3 contro il Manisa, diventando contestualmente il più giovane giocatore della storia del club a indossare la fascia di capitano.
Divenuto titolare nel corso della stagione 2020-2021, il 18 agosto 2021 viene annunciata la sua cessione al Rennes, che viene finalizzata 9 giorni dopo.

### Nazionale
Ha giocato nelle nazionali giovanili turche Under-17, Under-18, Under-19 ed Under-21.
Il 7 giugno 2022 esordisce in nazionale maggiore in occasione del successo per 0-6 contro la Lituania.

## Statistiche

### Presenze e reti nei club
Statistiche aggiornate al 17 maggio 2024.
| Stagione           | Squadra            | Campionato         | Campionato | Campionato | Coppe nazionali | Coppe nazionali | Coppe nazionali | Coppe continentali | Coppe continentali | Coppe continentali | Altre coppe | Altre coppe | Altre coppe | Totale | Totale |
| Stagione           | Squadra            | Comp               | Pres       | Reti       | Comp            | Pres            | Reti            | Comp               | Pres               | Reti               | Comp        | Pres        | Reti        | Pres   | Reti   |
| ------------------ | ------------------ | ------------------ | ---------- | ---------- | --------------- | --------------- | --------------- | ------------------ | ------------------ | ------------------ | ----------- | ----------- | ----------- | ------ | ------ |
| 2019-2020          | Kayserispor        | SL                 | 0          | 0          | CT              | 1               | -3              | -                  | -                  | -                  | -           | -           | -           | 1      | -3     |
| 2020-2021          | Kayserispor        | SL                 | 28         | -35        | CT              | 1               | 0               | -                  | -                  | -                  | -           | -           | -           | 29     | -35    |
| lug.-ago. 2021     | Kayserispor        | SL                 | 1          | -3         | CT              | 0               | 0               | -                  | -                  | -                  | -           | -           | -           | 1      | -3     |
| Totale Kayserispor | Totale Kayserispor | Totale Kayserispor | 29         | -38        |                 | 2               | -3              |                    | -                  | -                  |             | -           | -           | 31     | -41    |
| 2021-2022          | Rennes 2           | N3                 | 1          | 0          | -               | -               | -               | -                  | -                  | -                  | -           | -           | -           | 1      | 0      |
| 2022-2023          | Rennes 2           | N2                 | 1          | -1         | -               | -               | -               | -                  | -                  | -                  | -           | -           | -           | 1      | -1     |
| Totale Rennes 2    | Totale Rennes 2    | Totale Rennes 2    | 2          | -1         |                 | -               | -               |                    | -                  | -                  | -           | -           | -           | 2      | -1     |
| 2021-2022          | Rennes             | L1                 | 12         | -13        | CF              | 1               | -1              | UECL               | 1                  | -1                 | -           | -           | -           | 14     | -15    |
| 2022-2023          | Rennes             | L1                 | 6          | -8         | CF              | 1               | -1              | UEL                | 2                  | -3                 | -           | -           | -           | 9      | -12    |
| 2023-2024          | Troyes             | L2                 | 35         | -47        | CF              | 0               | 0               | -                  | -                  | -                  | -           | -           | -           | 35     | -47    |
| 2024-2025          | Rennes             | L1                 | 0          | 0          | CF              | 0               | 0               | -                  | -                  | -                  | -           | -           | -           | 0      | 0      |
| Totale Rennes      | Totale Rennes      | Totale Rennes      | 18         | -21        |                 | 2               | -2              |                    | 3                  | -4                 | -           | -           | -           | 23     | -27    |
| Totale carriera    | Totale carriera    | Totale carriera    | 84         | -107       |                 | 4               | -5              |                    | 3                  | -4                 | -           | -           | -           | 91     | -116   |

### Cronologia presenze e reti in nazionale
| Cronologia completa delle presenze e delle reti in nazionale ― Turchia | Cronologia completa delle presenze e delle reti in nazionale ― Turchia | Cronologia completa delle presenze e delle reti in nazionale ― Turchia | Cronologia completa delle presenze e delle reti in nazionale ― Turchia | Cronologia completa delle presenze e delle reti in nazionale ― Turchia | Cronologia completa delle presenze e delle reti in nazionale ― Turchia | Cronologia completa delle presenze e delle reti in nazionale ― Turchia | Cronologia completa delle presenze e delle reti in nazionale ― Turchia |
| Data                                                                   | Città                                                                  | In casa                                                                | Risultato                                                              | Ospiti                                                                 | Competizione                                                           | Reti                                                                   | Note                                                                   |
| ---------------------------------------------------------------------- | ---------------------------------------------------------------------- | ---------------------------------------------------------------------- | ---------------------------------------------------------------------- | ---------------------------------------------------------------------- | ---------------------------------------------------------------------- | ---------------------------------------------------------------------- | ---------------------------------------------------------------------- |
| 7-6-2022                                                               | Vilnius                                                                | Lituania                                                               | 0 – 6                                                                  | Turchia                                                                | UEFA Nations League 2022-2023 - 1º turno                               | -                                                                      |                                                                        |
| 19-11-2022                                                             | Gaziantep                                                              | Turchia                                                                | 2 – 1                                                                  | Rep. Ceca                                                              | Amichevole                                                             | -1                                                                     |                                                                        |
| Totale                                                                 |                                                                        | Presenze                                                               | 2                                                                      |                                                                        | Reti                                                                   | -1                                                                     |                                                                        |